# Пјер Емерик Обамејанг
Пјер Емерик Емилијано Франсоа Обамејанг (фр. Pierre-Emerick Emiliano François Aubameyang; Лавал, 18. јун 1989) габонски је фудбалер који тренутно наступа за Олимпик Марсељ. Репрезентативац је Габона и најбољи стрелац у историји те земље. Примарна позиција му је центарфор, али може да игра и као крилни нападач.
Рођен је у Лавалу, у Француској, и потиче из спортске породице — отац Пјер се такође својевремено професионално бавио фудбалом. Након запажене јуниорске каријере провео је пар сезона на позајмицама у Дижону, Лилу, Монаку и Сент Етјену пошто за њега није било места у првом тиму Милана. Најбоље се показао у Сент Етјену за који је потписао уговор 2011. године. Током прве сезоне у француском клубу развио се у опасног играча по гол противника у скоро свакој могућој ситуацији. Сезону је завршио на 4. месту најбољих стрелаца Прве лиге Француске. Наредне сезоне је био доста ефикаснији и постигао 19 голова, а уз то је освојио Лига куп. Нашао се и у тиму сезоне Прве лиге.
Обамејанг је постао тражен играч у Европи након добрих партија у Француској тако да је 2013. године потписао уговор са Борусијом из Дортмунда за 14 милиона евра. Прву сезону у Немачкој завршио је са укупно 48 утакмица и 16 голова и освојеним Суперкупом. Наредне 2014/15. сезоне је освојио још један Суперкуп, а до краја боравка у Дортмунду је освојио и Куп Немачке, постао вицепрвак Бундеслиге и сезоне 2016/17. био најбољи стрелац првенства.
Године 2018. је потписао уговор са Арсеналом у вредности од 56 милиона фунти — најскупљи у историји клуба. У том тренутку је постао најскупљи габонски, а уједно и афрички фудбалер икада. Прву комплетну сезону у Арсеналу завршио је као најбољи стрелац Премијер лиге, а био је један од кључних играча у Арсеналовом успеху када су стигли до финала Лиге Европе, али и наредне сезоне када је својим погоцима у ФА купу и ФА Комјунити шилду довео Арсенал до трофеја у тим такмичењима.
Године 2022. је прешао у Барселону пошто је споразумно раскинут уговор са Арсеналом. После једне полусезоне у Барселони, Обамејанг се вратио се у Премијер лигу након што је потписао за Челси на крају летњег прелазног рока.
Иако је у млађим селекцијама одиграо једну утакмицу за Француску, Обамејанг је 2009. године, када је имао 19 година, дебитовао за репрезентацију Габона. Наступао је на три Афричка купа нација и Летњим олимпијским играма 2012. Након добрих партија 2015. године постао је први габонски фудбалер који је освојио награду за најбољег Афричког фудбалера године, а други који се родио у Европи, после Фредерика Канутеа. Са 30 голова Обамејанг је тренутно најбољи стрелац репрезентације Габона.

## Клупска каријера

### Почеци, јуниорска каријера и Милан
„Мој узор? Роналдо. Мислим да је покренуо револуцију у фудбалу својим стилом игре. Био је динамичан, технички јак и брз. Био је велики играч.”

—Обамејанг о свом узору Роналду и његовом утицају на сопствену каријеру.
Рођен у Лавалу, граду у департману Мајен, Обамејанг је у додир са фудбалом дошао још са две године када је пратио оца фудбалера на утакмице који је тада наступао за Лавал. Прве фудбалске кораке је начинио са пет година када га је деда водио на тренинге. Омладинску каријеру започео је у клубу АСЛ Исери где је провео време од 1995. до 1997. и од 1998. до 1999, са пресеком у Ници у међувремену. Играо је заједно са рођаком и најбољим другом, чији је отац био тренер клуба у којем су играли. Касније је играо за Лавал са којим је играо велики број турнира за омладинце. Играо је још за Руан и Бастију, а након тога је отишао у школу Милана у јануару 2007. године где је постао звучно име након што је са италијанским клубом заузео четврто место на Купу шампиона за младе у Малезији, а притом постигао чак седам голова на шест одиграних утакмица.
Одушевљен сам чињеницом да сам постигао одлучујући гол за победу, али се ипак све своди на моје саиграче који су стварали шансе и додавали сјајне лопте.— Обамејанг након победе Милана над Арсеналом у 3. колу Купа шампиона за младе.
Био је двоструки стрелац против Бајерна у четвртфиналу, а касније је постигао по један гол у поразу од Јувентуса у полуфиналу и на утакмици за треће место против Фламенга.

### Позајмица Дижону
Како би стекао потребно искуство за играње у Милану, Обамејанг је послат да игра на позајмици у Дижону на почетку сезоне 2008/09. Свој први лигашки гол за клуб постигао је 22. августа 2008. године против Тура. Два кола касније, на домаћем терену против Монпељеа, постигао је једини гол на утакмици у завршници меча и тако донео минималну победу свом тиму. До краја сезоне постигао је још осам голова, од којих су два били у Лига купу. Добре партије Обамејанга те сезоне су му донеле популарност и могућност да се појави у часопису World Soccer.

### Позајмица Лилу
Дана 24. јуна 2009. године ФК Лил је објавио да се Обамејанг придружио том тиму на позајмици. Није пружао толико добре партије као у Дижону; постигао је само два гола на 14 утакмица у Лиги, не рачунајући један меч у Лига купу и девет у Лиги Европе. Први гол је постигао у гостима у убедљивој победи против Монака од 4:0, а други је био победоносни против Рена, такође у гостима и такође у завршници утакмице. Његове слабе партије пратила је и мала минутажа, јер је од поменутих 14 утакмица био у стартној постави само четири пута.

### Позајмица Монаку и Сент Етјену
Сезону 2010/11. Обамејанг је започео на позајмици Монаку. Први гол је постигао против Ланса, а већ у следећем колу био је стрелац против Осера за потврду победе од 2:0. Поред одиграних 19 утакмица у Лиги, Обамејанг је за Монако забележио још и наступ у Купу Француске и три наступа у Лига купу где је Монако елиминисан у четвртфиналу од Марсеља.
У јануару 2011. године Обамејанг је отишао на позајмицу Сент Етјену. Дебитовао је против Бреста, а био је стрелац на мечевима против Осера и Сошоа и на тај начин сезону 2010/11. завршио са укупно четири гола и три асистенције. У јулу 2011. године продужена је позајмица на следећу сезону.

### Сент Етјен

#### Сезона 2011/12.
У децембру 2011. године Обамејанг је потписао уговор за стално са Сент Етјеном. На својој првој утакмици од потписивања уговора постигао је погодак против Бордоа у гостима и тако помогао свом тиму да добије ту утакмицу. У наредна три месеца постигао је још по један гол, а у ремију против Бреста био је стрелац два пута, а за противнички тим је двоструки стрелац био Нулан Ру. Први гол у 2012. години за Обамејанга пао је на мечу против Тулузе који је уједно и донео минималну победу Сент Етјену, а десет дана касније, 22. фебруара 2012. године постигао је свој први хет-трик против Лорјана на домаћем терену. На мечу против Каена је био двоструки стрелац, а резултат на том мечу је био 4:1 за Сент Етјен. Већ у наредном колу Обамејанг је још једном био играч који је својим голом одлучио утакмицу, овог пута у 34. колу Француске лиге против бившег клуба Дижона и то у самој завршници првог полувремена. На последње две лигашке утакмице Обамејанг је постигао по гол, иако је обе те утакмице Сент Етјен изгубио резултатом 3:2 од Нансија и Бордоа. Сезону је завршио са 16 постигнутих голова на 36 утакмица и на тај начин делио 4. место листе стрелаца са Лисандром Лопезом. У Лига купу је одиграо две утакмице и на обе био стрелац, прво у трећем колу против Бордоа, а затим и у осмини финала против Лиона када је Сент Етјен и завршио такмичење.

#### Сезона 2012/13.
У новој сезони се први пут уписао у листу стрелаца против Бреста и то са два поготка и на тај начин обезбедио Сент Етјену победу од 4:0 која је уједно била и прва у сезони. У наредном колу је поново постигао гол, други од укупно три који је био сјајан волеј на асистенцију Реноа Коада у рутинској победи над Бастијом од 3:0. Коад је био и стрелац првог гола на том мечу. Након поготка против Монпељеа, Обамејанг је у 8. колу првенства постигао гол против Нансија; тада је Сент Етјен за 25. минута дао четири гола, а последњи је постигао Обамејанг. Он је на истом мечу био и асистент код трећег гола.
Почев од 10. кола везао је три утакмице на којима је био стрелац. Дана 26. октобра 2012. године постигао је први гол на утакмици за Сент Етјен и тада је први пут прославио гол са маском Спајдермена. У наредном колу против Париз Сен Жермена ушао је као резервни играч и унео промену на терену. Код првог гола Обамејанг је центрирао у шеснаестерац, лопта се одбила и на тај начин је Мамаду Сако постигао аутогол. Други гол је постигао из контра-напада за победу свог клуба од 2:1, а асистирао му је Алехандро Алонсо. Утакмицу је обележио и оштар старт Златана Ибрахимовића над тадашњим голманом Сент Етјена Стефаном Руфијеом за који је Швеђанин добио црвени картон. У 12. колу Прве лиге Француске је још једним голом на крају меча осигурао победу Сент Етјена, овог пута против Трое. Дошао је у центар пажње пред меч са Лионом јер је на загревање на терен изашао у копачкама са Сваровски кристалима.
Други део сезоне започео је на импресиван начин постигавши чак осам голова на седам узастопних утакмица. Против Сошоа је постигао сјајан гол из волеја, а у каснијој фази утакмице је имао шансу за још један гол, али је промашио пенал. У наредном колу против Монпељеа је постигао леп гол петом који је касније изгласан за гол месеца. Утакмица је завршена убедљивим резултатом 4:1 за Сент Етјен. Обамејанг је против Нансија у гостима на следећој утакмици наставио да се уписује у стрелце, овога пута са два поготка, оба је постигао ван казненог простора. Утакмицу су обележила два црвена картона, Флоран Зит у екипи Нансија и Фабјен Лемоан у екипи Сент Етјена, који је асистирао Обамејангу код његовог првог гола, другог за Сент Етјен на утакмици.
Дана 20. априла 2013. године Сент Етјен је победом над Реном освојио Лига куп Француске за сезону 2012/13. и на тај начин је Обамејанг освојио свој први велики трофеј у професионалној фудбалској каријери. Сент Етјен је тако обезбедио 3. коло квалификација за Лигу Европе наредне сезоне. Занимљивост је да су на све три преостале претходне утакмице у такмичењу на којима је Обамејанг играо решене након извођења пенала. До краја сезоне је још био запажен на утакмици против Ајача где је постигао два гола. Сент Етјен је сезону завршио на 5. месту на табели, а Обамејанг се нашао на деоби другог места најбољих стрелаца заједно са Дариом Цвитанићем са постигнутих 19 голова, одмах иза Ибрахимовића. Обамејанг је такође био запажен по броју асистенција — било их је осам током сезоне. Такође био је и у тиму сезоне Прве лиге Француске и добио је награду за најбољег афричког фудбалера Прве лиге Француске.

### Борусија Дортмунд

#### Сезона 2013/14: Освојен Суперкуп Немачке
Дана 4. јула 2013. године Обамејанг је потписао петогодишњи уговор са Борусијом из Дортмунда и за немачки клуб дебитовао је у Суперкупу Немачке 27. јула када је у 72. минуту заменио Јакуба Блашчиковског. Борусија је победила Бајерн резултатом 4:2, а Обамејанг је асистирао Марку Ројсу приликом постизања четвртог гола. У Бундеслиги је дебитовао 10. августа на импресиван начин — постигао је хет-трик за победу свог тима против Аугзбурга од 4:0. Обамејангу су редом асистирали Шмелцер, Ројс и Левандовски који је и сам постигао гол — четврти на утакмици и то из пенала. Такође је постао први Габонац који је играо у Бундеслиги. Дана 14. септембра постигао је два гола против Хамбургера — оба су била битна јер су доносили резултатску предност Борусији. Борусија је славила на том мечу са 6:2. Обамејанг је први постигао гол и против Шалкеа у 10. колу Бундеслиге, а његов тим је славио као гост са 3:1. У наредном колу је Борусија поново дала 6 голова на једној утакмици, а стрелац последњег је био управо Обамејанг којем је асистирао Левандовски — стрелац хет-трика на мечу. У групној фази Лиге шампиона, дао је гол против Наполија. Први пут је у 2014. години био стрелац на мечу против ФК Ајнтрахт Брауншвајга — постигао је оба гола и тако донео победу својој екипи. Два кола касније, 15. фебруара, још једном је постигао два гола за убедљиву победу над Ајнтрахта.
У Купу Немачке је у току сезоне постигао два гола, први са пенала у продужецима против Минхена 1860, а другим је одвео Борусију у полуфинале. Борусија је у финалу изгубила од Бајерна резултатом и то после продужетака. Обамејанг је на терен ушао у 83. минуту уместо Милоша Јојића. Борусија је сезону завршила на другом месту на табели у Бундеслиги, а Обамејанг је на крају скупио 16 голова на 48 утакмица у свим такмичењима од којих су 13 били лигашки.

#### Сезона 2014/15: Други Суперкуп Немачке
Као и претходне сезоне, Обамејанг је у Суперкупу против Бајерна био један од битнијих играча на терену. Асистирао је Хенриху Мхитарјану приликом постизања првог гола, а други је он сам постигао. Постигнут гол је прославио са маском Спајдермена. На утакмици у Купу Немачке одиграној три дана касније, пружио је још једну добру партију са два гола и асистенцијом за победу над Штутгартер кикерсима. Дана 13. септембра је постигао свој први гол у лиги у сезони и донео Борусији прву победу у лиги — 3:1 против Фрајбурга. Три дана касније, дао је гол против будућег клуба Арсенала у победи од 2:0 у групној фази Лиге шампиона. До краја месеца, Обамејанг је био стрелац на две везане утакмице у Бундеслиги, против Штутгарта и Шалкеа, али ни у једној од те две утакмице Борусија није остварила победу. На четири утакмице у Бундеслиги у фебруару 2015. године постигао је чак пет голова. Прва од њих је била у гостима против Фрајбурга и тада је Обамејанг наставио серију из првог дела сезоне против тог клуба постигавши два гола. У наредне три утакмице је дао по један гол, и то против Мајнца, Штутгарта и Шалкеа што су уједно биле и четири везане победе за Борусију.
Дана 21. марта 2015. године донео је победу својој екипи против Хановера. У четвртфиналу Купа Немачке је постигао изједначујући погодак који је меч против Хофенхајма одвео у продужетке. Победу Борусији је у 107. минуту донео Себастијан Кел. Такође и у полуфиналу је Пјер Емерик донео изједначење за одлазак у продужетке и касније пенале где је Борусија славила са два гола из пенала, док играчи Бајерна нису погодили ниједан. Међутим, у финалу Обамејангов гол у 5. минуту није био довољан за освајање титуле у купу јер их је савладао Волфсбург резултатом 3:1.
До краја сезоне постигао је по један гол против Падерборна, Ајнтрахта, Волфсбурга, и Вердера из Бремена у последњем колу. Борусија Дортмунд се на крају сезоне нашла на 7. месту на табели, а Обамејанг је сезону завршио са 46 утакмица на којима је постигао 25 голова у свим такмичењима, а у првенству је заједно са Бас Достом делио 4. место са 13 постигнутих голова у Бундеслиги.

#### Сезона 2015/16: Вицепрвак Бундеслиге
Пред почетак сезоне уместо Јиргена Клопа на место тренера Борусије дошао је Томас Тухел. Дана 31. јула 2015. године Обамејанг је продужио уговор са Борусијом који би важио до 2020. године.
Апсолутно сам одушевљен што ћу наредне године своје каријере провести у Борусији. Осећам се врло срећно у овом клубу и граду. Борусија ми је као друга кућа. Сваки део мене жели да буде овде и никад нисам ни желео да напустим клуб.— Пјер Емерик Обамејанг приликом потписивања новог уговора са Борусијом.
Први гол у сезони постигао је у 3. колу квалификација за Лигу Европе 6. августа против Волфсбергера. Борусија је ту утакмицу добила са убедљивих 5:0 на домаћем терену након што је у гостима славила минималном победом од 1:0. У првом колу Купа Немачке Борусија је победила Кемницер, а Обамејанг је био тај који је начео мрежу противника у 25. минуту. Такође је имао добар почетак и у Бундеслиги где је у убедљивој победи првог кола постигао погодак против Борусије из Менхенгладбаха. Пет дана касније у плеј-офу Лиге Европе, Борусија је одиграла занимљиву утакмицу против норвешког Ода на којој су после само 22 минута губили са 3:0, али су Обамејанг са два и Кагава и Мхитарјан са по једним голом у потпуности преокренули резултат који је на крају гласио 4:3. У Бундеслиги је у августу и септембру био веома ефикасан што се тиче постизања голова. Против Инголштата и Херте је постигао по гол, а у следеће две утакмице је постигао три гола — сва три са пенала. У ремију од 1:1 против Хофенхајма, Обамејанг је постигао једини гол за Борусију и тако постао први играч у историји Бундеслиге који се уписао у стрелце на првих шест утакмица. Тај рекорд је повећан на осам након два гола против Дармштата и једног у убедљивом поразу од Бајерна, а прекинут након утакмице против Мајнца. Обамејанг се након прекинуте серије више него добро вратио у режим давања голова, пошто је постигао два хет-трика — против азербејџанске Габале у Лиги Европе и Аугзбурга у Бундеслиги три дана касније.
Дана 5. новембра постигао је други гол на мечу против Габале, овога пута на Сигнал Идуна парку. Борусија је меч добила са убедљивих 4:0 и већ у четвртом мечу групне фазе обезбедила шеснаестину финала Лиге Европе. Три дана касније је постигао победоносни гол у дербију против Шалкеа и победи од 3:2. Свој нови низ од пет голова на четири везане утакмице комплетирао је голом у поразу од Хамбургера и постигнута два гола над Штутгартом од 4:1. До краја 2015. године био је стрелац на мечу против Франкфурта за победу од 4:1. Гостујући тим је повео голом Александра Мајера у 5. минуту, али је други жути картон који је добио Слободан Медојевић олакшао посао Борусији да се врати у меч. Обамејанг је такође био стрелац у осмини финала Купа Немачке 16. децембра. На половини сезоне, Обамејанг је био најбољи стрелац лиге са 18 голова на 17 мечева.
Почетком године појавиле су се гласине да ће Обамејанг напустити клуб, али су их он и извршни директор Борусије Дортмунд Ханс-Јоаким Вацке демантовали.
Прелазак у Париз Сен Жермен је можда била опција прошле године, али сада није. Немам намеру да се враћам у Француску.— Пјер Емерик
Дана 30. јануара први пут се уписао у стрелце у 2016. години и то два пута и тако донео победу од 2:0 свом тиму против Инголштата. До свог 30. гола у свим такмичењима у сезони дошао је у четвртфиналу Купа Немачке против Штутгарта где је поред гола забележио и две асистенције — Ројсу и Мхитарјану. У наредна два меча у Бундеслиги постигао је по гол, једини против Бајер Леверкузена и последњи у надокнади меча против Хофенхајма. У осмини финала Лиге Европе против Тотенхема Обамејанг је постигао водећи гол. Шест дана касније у реваншу, постигао је оба гола за Борусију, донео победу од 2:1 на Вајт Харт Лејну и на тај начин одвео свој тим у четвртфинале. Тамо их је чекао Ливерпул од којег су после 1:1 у Дортмунду изгубили као гост са 4:3 иако је Обамејанг на том мечу постигао други гол већ у 9. минуту након што је Мхитарјан у 5. сместио лопту у мрежу. На крају сезоне Обамејанг је у Бундеслиги имао 25 голова, по чему се нашао на 2. месту иза Левандовског, а то му је омогућило постизање два гола у два минута у 32. колу против Волфсбурга.

#### Сезона 2016/17: Најбољи стрелац Бундеслиге
Обамејанг се у лигашку листу стрелаца уписао већ у 1. колу против Мајнца, и то са два гола — први је постигао главом на асистенцију Андреа Ширлеа, а други из пенала. У септембру 2016. године игра Борусије је била пуна успона и падова. У групној фази Лиге шампиона убедљиво је победила Легију из Варшаве са 6:0, а Обамејанг је био стрелац управо 6. гола за свој тим. Утакмицу су обележили кореографија, али и инциденти које су проузроковали навијачи Легије. Уследила је још једна победа у Бундеслиги и то против Волфсбурга са 5:1, а Обамејанг је тада дао два гола. Три дана касније против Фрајбурга је постигао још један гол и тако се у том тренутку изједначио са Левандовским по броју голова у сезони.
Дана 14. октобра Борусија и Херта су одиграли меч на Сигнал Идуна парку који је завршен резултатом 1:1. Обамејанг је постигао једини гол за свој тим, иако је раније пре њега могао да постигне још два, једна од тих шанси је била „са беле тачке”, али му је Руне Јарштејн одбранио пенал. Четири дана касније, Обамејанг је раним голом обезбедио вођство Борусији у победи над Спортингом у Лиги шампиона. Дана 22. октобра, први пут је носио капитенску траку за Борусију на мечу против Инголштата услед повреде Марсела Шмелцера. Веома узбудљива утакмица на крају је завршена резултатом 3:3, а Обамејанг је и тада успео да се упише у листу стрелаца. У следећем колу Борусија је одиграла меч без голова против Шалкеа и после три узастопна ремија, пала на 6. место на табели. Иако је био стрелац у прве три утакмице групне фазе Лиге шампиона, Обамејанг није био у саставу тима за меч против Спортинга 2. новембра. Испоставило се да је прекршио клупска правила и отпутовао у Милано уместо да остане у Дортмунду. Касније је признао грешку и јавно се извинио због тога.
Већ сам се извинио тренеру и тиму. Морао сам да им помогнем јер заиста постоји добра веза између нас.— Обамејанг након пропуштене утакмице
Обамејанг се већ у следећем колу одужио тиму постигавши чак четири поготка и асистенцијом за Усмана Дембелеа. Након репрезентативне паузе, Обамејанг је поново заблистао и постигао једини гол у дербију против Бајерна. То је била прва лигашка победа за Борусију у дербију још од априла 2014. године. У 13. колу, 3. децембра, постигао је два гола на утакмици против Борусије Менхенгладбах коју је истоимени тим из Дортмунда добио са 4:1. Четири дана касније против Реала је био стрелац првог гола на мечу који је завршен резултатом 2:2 и којим је Борусија обезбедила место у наредној фази такмичења у Лиги шампиона. И у провм мечу ова два тима у групној фази је виђен исти резултат, а стрелац првог гола за Борусију је и тада био Обамејанг, после грешке Кејлора Наваса. Свој 100. гол за Борусију постигао је на мечу против Хофенхајма завршеним резултатом 2:2.
Почетком године је могући одлазак Обамејанга из клуба поново постао актуелност. Тада су се појавила интересовања из Реал Мадрида и Шангаја СИПГ.
Обамејанг има своју цену, сваки фудбалер има своју цену. Ми не размишљамо о трансферу јер тренутно нема понуда, а ако понуда стигне, сешћемо и разговараћемо о томе. Ипак, ни то не мора да значи да ће он отићи јер има вишегодишњи уговор.— Ханс-Јоаким Вацке
Први гол у Бундесили у 2017. години дао је против РБ Лајпцига и тај гол је био уједно и победоносни пошто је Борусија добила утакмицу са 1:0. На 100. мечу у Бундеслиги за тренера Борусије, Томаса Тухела, Обамејанг је дао два гола. На гостовању против Фрајбурга Борусија је славила са 3:0. Дана 4. марта дао је два гола Бајер Леверкузену за победу од 6:2, а на тој утакмици је другу сезону заредом у Бундеслиги постигао више од 20 голова. Четири дана касније постигао је хет-трик против Бенфике и тако обезбедио четвртфинале Лиге шампиона својој екипи. У 25. колу Обамејанг је поново био човек одлуке на утакмици постигавши победнички гол у 14. минуту утакмице. Сјајну серију од 11 голова на 7 утакмица Обамејанг је завршио голом против Хамбургера у последњем минуту утакмице којим је поставио коначних 3:0 на мечу. Асистирао му је Шинџи Кагава којем је сам Пјер Емерик асистирао за други гол Борусије 11 минута раније.
Дана 22. априла Дортмунд је савладао Борусију Менхенгладбах са 3:2 у гостима, а један гол је постигао Обамејанг. Четири дана касније, Борусија је преокретом дошла до победе над Бајерном у полуфиналу купа. Занимљиво је то да је Борусија поново победила у гостима истим резултатом и да је поново други гол за екипу из Дортмунда постигао Обамејанг. У 32. колу Борусија је савладала на домаћем терену екипу Хофенхајма и тако се вратила на 3. место на табели. Други гол за домаћи тим је постигао Обамејанг у 82. минуту утакмице. У претпоследњем колу против Аугзбурга је донео бод, а у последњем колу победу Борусији против Вердера из Бремена са два поготка и тако постао најбољи стрелац Бундеслиге са 31 голом, а Борусији осигурао 3. место на табели. У финалу Купа Немачке против Ајнтрахта из Франкфурта Обамејанг је голом из пенала у 67. минуту донео трофеј.

#### Сезона 2017/18: Последњи мечеви у Дортмунду
У летњем прелазном року Челси је послао понуду од 78 милиона евра за Обамејанга, али су је челници Борусије одбили. На самом почетку сезоне одигран је меч Суперкупа Немачке између Борусије и Бајерна. Иако је Дортмунд имао два пута предност головима Кристијана Пулишића и Обамејанга, на крају је Бајерн освојио титулу након бољег извођења једанаестераца. Обамејанг је постигао трећи гол из пенала за Дортмунд, али је Марк Бартра промашио одлучујући 6. пенал. Недељу дана касније у Купу Немачке, Обамејанг је постигнутим хет-триком постао Борусијин најбољи стрелац странац свих времена. До краја месеца августа постигао је по један гол на мечевима у којима Борусија није примила гол — у гостима Волфсбургу и на домаћем терену против Херте. Обамејанг и Максимилијан Филип су са по два гола донели убедљиву победу од 5:0 Борусији против Келна, а један гол је дао и Обамејангов будући саиграч у Арсеналу Сократис Папастатопулос. Постигао је хет-трик у 6. колу против Борусије Менхенгладбах и тако свом тиму обезбедио победу од 6:1 и прво место на табели са 3 бода више од Бајерна у том тренутку.
Након низа од 8 утакмица без победе Борусија је пала на 8. место на табели, а њен тренер Петер Бос је суспендовао Обамејанга из тима. Лоши резултати су се наставили и у Лиги шампиона где је у групној фази Борусија забележила два нерешена резултата и четири пораза без иједне добијене утакмице, иако је Обамејанг био стрелац на мечевима против Реала и код куће и у гостима и у међувремену против Тотенхема. У 13. колу Бундеслиге виђена је веома занимљива утакмица између Борусије Дортмунд и Шалкеа. Борусија је на полувремену водила са 4:0, а резултат на крају утакмице је био 4:4. Обамејанг је поред постигнутог првог поготка на утакмици добио црвени картон због добијања другог жутог. Последњи гол у 2017. години, а касније се испоставило и последњи у Борусији, Обамејанг је постигао из пенала у победи против Хофенхајма.

### Арсенал

#### Сезона 2017/18: Прва сезона у Арсеналу
Дана 31. јануара 2018. године Обамејанг је потписао за Арсенал за рекордну своту новца клуба од 56 милиона фунти и у том тренутку постао најскупље плаћени афрички фудбалер икада. Обамејанг се придружио Арсеналу иако је месец дана раније Евертон понудио 70 милиона евра за њега. Дебитовао је у Премијер лиги и уједно постигао свој први гол у дресу Арсенала управо против Евертона када је Арсенал славио са 5:1, а Обамејанг је постигао 4. гол успевши да лобује голмана Џордана Пикфорда на асистенцију ранијег саиграча у Борусији из Дортмунда Хенриха Мхитарјана. Први гол у гостима постигао је у поразу од Брајтона од 2:1. Дана 11. марта Обамејанг је постигао гол против Вотфорда на асистенцију Мхитарјана на утакмици коју је Арсенал добио на Емирејтсу са 3:0. Забележио је прву асистенцију за Арсенал на том мечу управо Мхитарјану.
Дана 1. априла постигао је два поготка против Стоука и тако везао четири победе заредом у Арсеналу. Први од њих је био пенал, први за Обамејанга у Арсеналу, а такође је постао и први играч са пет голова на првих шест утакмица за лондонски клуб. У наредном колу против Саутхемптона Арсенал је однео победу у узбудљивој утакмици са 3:2, дао је први гол за свој тим на утакмици, а асистирао му је Дани Велбек петом. У надокнади меча Мохамед Елнени и Џек Стивенс су добили црвени картон због сукоба међу играчима у којем је учествовао и Џек Вилшир. На последњој утакмици Арсена Венгера на Емирејтсу Арсенал је са 5:0 победио Бернли. Обамејанг је на том мечу био веома запажен са два гола и асистенцијом за Алекса Ивобија. Такође је био стрелац у претпоследњем колу у поразу од Лестера и у последњем колу на гостовању против Хадерсфилда када је Арсенал победио са 1:0. Обамејанг је тако завршио сезону са 10 голова и 4 асистенције на 14 премијерлигашких утакмица и такође је био последњи играч који је постигао гол за Арсенал када је Арсен Венгер био тренер клуба.

#### Сезона 2018/19: Најбољи стрелац Премијер лиге
Арсенал је 23. маја 2018. године добио новог тренера Унаија Емерија. То није угрозило Обамејангову позицију у екипи, па је остао стандардни првотимац. Након два уводна пораза од Манчестер Ситија и Челсија, Арсенал је започео победнички низ против Вест Хема, а у следећем колу против Кардифа Обамејанг је постигао свој први гол у сезони на мечу који је Арсенал добио са 3:2. Александар Лаказет је асистирао Обамејангу за леп гол који је на тај начин наставио свој лични рекорд од 76 узастопних голова ван шеснаестерца и 150. гол у лигашком фудбалу. Стрелац првог гола за Арсенал је био Шкодран Мустафи који је прославио гол симболом албанског орла што се сматрало провокацијом. Обамејанг је у Лиги Европе дебитовао против Ворскле када је постигао два гола и тако од почетка сезоне учествовао у постизању 10 голова на 12 утакмица на Емирејтсу. Три дана касније против Евертона постигао је други гол за Арсенал. Месут Озил је додао лопту Арону Ремзију који се саплео и није успео да шутира, па је асистирао Обамејангу који је лако савладао Пикфорда.
У 8. колу против Фулама Арсенал је убедљиво славио са 5:1, а Обамејанг је постигао два гола — први из окрета, а други из контранапада. Асистирали су му Хектор Бељерин и Арон Ремзи. Две недеље касније против Лестера је поново био стрелац два пута и код оба његова гола су изграђене сјајне акције — код прве је Озил додао веома прецизан пас за Бељерина који је асистирао, а друга је била још боља. Озил је пропустио Бељеринов пас Лаказету који му је додао лопту, а немачки фудбалер забележио асистенцију. Након добрих партија и голова, Обамејанг је постигао рекорд по броју минута потребних за гол, тај индекс је био 104,6, најбољи у историји Премијер лиге. Постигао је одлучујући погодак против Борнмута у гостима, а у следећем колу у дербију северног Лондона против Тотенхема дао два гола за победу Арсенала у мечу са два резултатска преокрета. Такође је био асистент код четвртог гола који је постигао Лукас Тореира, свој први у Арсеналу. Арсенал је прекинуо низ од 22 утакмице без пораза у свим такмичењима поразом од Саутхемптона 3:2 у гостима. Арсенал је на победнички колосек вратио Обамејанг са два гола против Бернлија чиме је у том тренутку постао најбољи стрелац Премијер лиге са 12 голова.
Први гол у 2019. години Обамејанг је дао против Фулама. Његов гол у 83. минуту донео је сигурну победу од 4:1, иако је још у првом полувремену утакмице имао више шанси да већ тада постигне гол. Дана 2. марта Арсенал је поново играо дерби против Тотенхема у Премијер лиги. Обамејанг је пропустио шансу да у надокнади меча из пенала донесе победу свом тиму па је резултат утакмице био 1:1. У наредном колу у још једном дербију и то против Манчестер јунајтеда се искупио и погодио „са беле тачке” у 68. минуту за коначан резултат 2:0 за Арсенал. Тим поготком је Обамејанг постигао 20 голова у сезони за Арсенал у свим такмичењима, што је последњи пут у лондонском клубу урадио Алексис Санчез. Четири дана касније, у мечу осмине финала Лиге Европе, Обамејанг је са два поготка послао Арсенал у четвртфинале победом над Реном од 3:0, иако је прву утакмицу изгубио са 3:1. Месец дана касније постигао је једини гол који је донео победу над Вотфордом. Голман Вотфорда Бен Фостер је оклевао са испуцавањем лопте што је казнио Обамејанг поставивши ногу чиме је лопта ушла у мрежу. Само минут касније капитен домаћих Трој Дини је добио црвени картон због ударања Тореире лактом.
У мају месецу Обамејанг је дао чак седам голова од којих су три била против Валенсије у полуфиналу Лиге Европе уз асистенцију Лаказету код другог гола. То је био његов први хет-трик у дресу Арсенала и први који је Арсенал постигао у полуфиналима европских такмичења. Такође је дао гол у надокнади првог меча против Валенсије. Са два гола Бернлију у последњем колу, Обамејанг је поделио прво место најбољих стрелаца Премијер лиге са Мохамедом Салахом и Садиом Манеом, сва тројица су постигли 22 гола.

#### Сезона 2019/20: Капитен Арсенала и освајање ФА купа
Свој први гол и уједно први за Арсенал у новој сезони постигао је на гостовању Њукаслу. За гол који је био једини на утакмици Обамејангу је асистирао Ејнсли Мејтланд-Најлс који је пре тога започео контранапад Арсенала одузетом лоптом, а Габонац се сјајно снашао и савладао Мартина Дубравку. Након утакмице и Жозе Морињо је прокоментарисао Обамејангов гол и окарактерисао га генијалним. На првој утакмици на стадиону Емирејтс дао је победоносни гол, а асистирао му је Дани Себаљос након што је у 13. минуту асистирао и Лаказету. На тај начин је дошао до седам голова на четири утакмице у Премијер лиги против Бернлија. У дербију против Тотенхема је донео бод Арсеналу пошто је утакмица завршена резултатом 2:2, иако је Арсенал губио са 2:0. Матео Гендузи је пронашао Обамејанга који је успео да избегне офсајд. У наредном колу Обамејанг је постигао оба гола за Арсенал против Вотфорда, али и поред тога није успео да победи јер је утакмица поново завршена резултатом 2:2. Уследила је утакмица групне фазе Лиге Европе против Ајнтрахта из Франкфурта, а Обамејанг је био стрелац трећег гола. Три дана касније у узбудљивој утакмици против Астон Виле Обамејанг је постигао победоносни погодак у 84. минуту из слободног ударца. Обамејанг је добио награду за најбољег играча Премијер лиге септембра испред Трента Александер Арнолда, Сона Хјунгмина, Кевина Де Бројна и Ријада Мареза, а након што је у последњем мечу месеца донео бод Арсеналу против Манчестер јунајтеда.
Након инцидента са Гранитом Џаком када је бесно изашао са терена на утакмици против Кристал паласа, Обамејанг је постао први капитен Арсенала. Свој 10. гол у сезони постигао је у Лиги Европе у поразу на домаћем терену од Ајнтрахта из Франкфурта од 2:1, који је био последњи меч Унаија Емерија као тренера Арсенала због претходних веома лоших резултата. Дана 1. децембра Арсенал је одиграо нерешено 2:2 против Норича, а оба гола за Арсенал је дао Обамејанг. Први гол је постигао из пенала и то након поновног извођења истог пошто су одбрамбени играчи Норича раније ушли у казнени простор приликом извођења првог који је одбранио Тим Крул. Други гол је постигао након одбитка из корнера. Ово је била и прва утакмица на којој је Фредрик Јунгберг био тренер Арсенала. Свој 250. гол у каријери постигао је на гостовању против Вест Хема на асистенцију Николе Пепеа. Арсенал је утакмицу добио резултатом 3:1 и прекинуо низ од 7 узастопних утакмица без победе у Премијер лиги. Након неколико утакмица које је Јунгберг водио као прелазни тренер, Микел Артета је званично постао главни тренер Арсенала. Прва утакмица на којој је водио клуб је била против Борнмута. У ремију од 1:1, Обамејанг је био стрелац Арсенала за изједначење. Због прославе гола са навијачима, Обамејанг је добио жути картон. У дербију против Челсија је постигао гол за Арсенал у поразу од 2:1. Месут Озил је извео корнер, а Калум Чејмберс је проследио лопту до Обамејанга који је дао гол главом.
Прву утакмицу у 2020. години одиграо је 1. јануара у победи Арсенала над Манчестер јунајтедом. То је била утакмица коју су први пут у стартној постави почели Обамејанг, Озил, Лаказет и Пепе заједно. Први гол у новој години Обамејанг је постигао против Кристал паласа 11. јануара на асистенцију Лаказета. На истој утакмици Обамејанг је направио оштар прекршај над Максом Мајером због којег је прво добио жути, а након што је судија погледао снимак ВАР технологијом и црвени картон. Након утакмице Обамејанг се Мајеру извинио због оштрог старта и пожелео му брз опоравак од повреде. Утакмица је завршена резултатом 1:1. На утакмици против Њукасла је постигао први год за Арсенал. Утакмица је завршена убедљивом победом Арсенала од 4:0 иако је Обамејанг дао гол тек у 54. минуту утакмице. У занимљивој утакмици 27. кола против Евертона Арсенал је победио 3:2. Обамејангу је у 33. минуту утакмице Давид Луиз асистирао квалитетним додавањем, а у 46. минуту је постигао гол главом, а тада му је асистирао Никола Пепе. Ово је била прва утакмица у историји Премијер лиге у којој је постигнут гол у првом минуту првог полувремена (Калверт-Луинов гол у 49. секунди) и у првом минуту другог полувремена (Обамејангов гол у 26. секунди). Након овог меча Обамејанг је са 17 голова био на првом месту стрелаца Премијер лиге које је делио са Џејмијем Вардијем. Четири дана касније, у осмини финала Лиге Европе, Обамејанг је постигао спектакуларан гол маказицама у 113. минуту који на крају није био довољан за пролаз Арсенала у четвртфинале јер је Јусеф ел Араби донео победу Олимпијакосу у 119. минуту од 2:1. Ипак Обамејанг је у самој завршници меча имао шансу да постигне још један гол, али није успео. Пар дана касније на свом Инстаграм налогу се захвалио навијачима који су га бодрили након промашаја.
Обамејанг се први пут након паузе услед пандемије ковида 19 уписао у стрелце на мечу против Норича. Тада је постигао два гола, оба након грешака противничких играча; прво је то био Тим Крул у првом, а затим Јосип Дрмић у другом полувремену. На тај начин је Обамејанг постао играч који је у дресу Арсенала најбрже стигао до 50 голова у Премијер лиги са 79 утакмица и шести укупно. На утакмици против Лестера, Арсенал је одиграо нерешено 1:1, а Обамејанг је био стрелац јединог гола за свој тим; асистирао му је Букајо Сака. У полуфиналу ФА купа Арсенал је избацио браниоца титуле Манчестер Сити резултатом 2:0, а оба гола постигао је управо Обамејанг коме су асистирали Никола Пепе и Киран Тирни. Обамејанг је потврдио добру сарадњу са Тирнијем и у последњем колу Премијер лиге када је Арсенал победио са 3:2 и тада је Обамејанг учествовао код постизања сва три поготка. Прво је након прекршаја над Лаказетом судија Мајк Дин досудио пенал који је Обамејанг успешно извео, а потом је асистирао Тирнију за његов први гол у Премијер лиги да би му шкотски фудбалер узвратио асистенцијом девет минута касније за гол маказицама. Ова победа Арсенала је такође значила да је Вотфорд избачен из Премијер лиге. Са ова два гола, Обамејанг је сезону завршио са 22 лигашка поготка по чему се изједначио на другом месту са Денијем Ингсом. У финалу ФА купа 1. августа против Челсија постигао је два гола и на тај начин донео Арсеналу 14. титулу у том такмичењу и као капитен подигао пехар.

#### Сезоне 2020/21. и 2021/22: Слабија форма и одлазак из клуба
Пред почетак нове сезоне Премијер лиге одигран је меч између Арсенала и Ливерпула у ФА Комјунити шилду. Обамејанг је прво голом ван казненог простора у 12. минуту утакмице донео предност Арсеналу, а касније је у последњој серији извођења једанаестераца савладао Алисона и донео трофеј свом тиму. У првом колу Премијер лиге Арсенал је убедљиво победио Фулам, а Обамејанг је постигао гол сличан оном против Ливерпула у Комјунити шилду, с тим што му је овог пута са десне на леву страну терена лопту додао и асистирао Вилијан. Четири дана касније, 16. септембра, Обамејанг је потписао дуго очекивани уговор којим је продужио сарадњу са Арсеналом за још три године.
Потписивање уговора са овим посебним клубом се никад није довело у питање. Захваљујући нашим навијачима, мојим саиграчима, породици и свима у овом клубу осећам се као да припадам овде. Верујем у Арсенал. Заједно можемо постићи велике ствари. Овде имамо нешто узбудљиво и верујем да најбоље по Арсенал тек долази.— Обамејанг након потписивања уговора са Арсеналом
Међутим, након што је потписао нови уговор са Арсеналом, Обамејанг је био на мети критика због пада форме и лошије игре од тог тренутка.
Пре него што је Обамејанг потписао нови уговор, могли сте да га видите на свим деловима терена. Свуда је био. Назад, пратио је свог играча, ишао напред… У његовој игри видела се глад, али и велики интензитет. Тренутно, то се не види. Дошло је до пада. Можда је све повезано са новим уговором, али евидентно је да не игра са истим интензитетом као пре потписа. Када се фокусирате на добијање новог уговора, као Обамејанг, истрчаћете метар више и уложићете додатни труд. Када би анализирао своје мечеве пре и после потписивања новог уговора, видео бих да постоји огромна промена.— Дарен Бент
Ипак, серију од четири утакмице без гола Обамејанг је прекинуо у Лиги Европе против Рапида. У 7. колу Премијер лиге Арсенал је победио Манчестер јунајтед као гост после 14 година. Резултат утакмице је био 1:0, а једини гол је дао управо Обамејанг из пенала након што је Пол Погба фаулирао Ектора Бељерина. Уследио је нешто лошији период за Арсенал у којем су имали седам везаних утакмица без победе. На претпоследњој од утакмица у том низу Обамејанг је донео бод Арсеналу голом против Саутхемптона којим је прекинуо свој низ од 648 минута без постигнутог гола на Емирејтсу у лиги. Претходно је несрећно постигао аутогол против Бернлија који је одлучио победника тог меча.
Први гол у 2021. години Обамејанг је постигао у ФА купу против Њукасла и то у другом продужетку утакмице. Дана 18. јануара Томас Партеј и Седрик Соарес су забележили своје прве асистенције у сезони, а играч којем су асистирали је био управо Обамејанг. Арсенал је однео убедљиву победу од 3:0. На утакмици против Лидса 14. фебруара Обамејанг је постигао свој први хет-трик у Арсеналу и Премијер лиги. Први гол је постигао после соло акције, други из пенала након што је Илан Мелије фаулирао Саку на ивици казненог простора, а трећи главом на асистенцију Смит Роуа. На тај начин је постао играч са 200 постигнутих голова у пет најјачих европских лига. У другој утакмици шеснаестине финала Лиге Европе је са два гола значајно помогао Арсеналу да победи Бенфику и пласира се у наставак такмичења. У 27. колу Премијер лиге је био стрелац јединог гола за Арсенал у ремију против Бернлија од 1:1. Након паузе од неколико мечева коју је направио због инфекције маларијом, забележио је гол и асистенцију на гостовању Њукаслу.
Иако је одиграо свих шест припремних утакмица за нову сезону, Обамејанг је пропустио утакмицу првог кола коју је Арсенал изгубио од Брентфорда. На утакмици другог кола Лига купа против Вест Бромвич албиона постигао је хет-трик и то су били његови први голови у сезони. У четвртом колу Премијер лиге против Норича је постигао победоносни гол у 66. минуту утакмице. То је био први гол Арсенала у сезони у Премијер лиги пошто у прва три кола није постигао ниједан гол. У дербију против Тотенхема Арсенал је убедљивом игром дошао до победе од 3:1, а Обамејанг је био стрелац другог гола. Арсенал је 18. октобра одиграо градски дерби против Кристал паласа, а Обамејанг је постигао први гол на мечу у 8. минуту на одбијену лопту након шута Николе Пепеа. У наредном колу против Астон Виле је промашио пенал, али је успео да покупи одбијену лопту након одбране Емилијана Мартинеза и смести лопту у гол. Обамејангу је због кршења дисциплине у клубу одузет статус капитена Арсенала и није био у саставу на утакмицама Арсенала које су следиле. Дана 1. фебруара Арсенал је званично обавестио јавност да је Обамејанг напустио клуб.

### Барселона
Дан након одласка из Арсенала Обамејанг је потписао уговор са Барселоном до 30. јуна 2025. године. Уговор је такође садржао и откупну клаузулу вредну 100 милиона евра. Дебитовао је 6. фебруара 2022. године у победи против Атлетико Мадрида. Прве голове за Барселону постигао је 20. фебруара када је уједно забележио и хет-трик против Валенсије. Трећи гол је забележио тако што је заправо Педри упутио шут, а Обамејанга је лопта погодила на путу ка голу тако да је њему приписан тај гол. Резултат меча је био 4:1. Четири дана касније је на асистенцију Адаме Траореа постигао последњи од четири гола против Наполија у другом мечу плеј-офа Лиге Европе, а три дана након тога након тога се уписао у стрелце још једном и то против Атлетик Билбаоа.
И у марту је Обамејанг био стрелац на три узастопне утакмице Барселоне у року од осам дана. Прво је против Осасуне дао трећи гол у убедљивој победи од 4:0, потом је постигао победоносни гол против Галатасараја који је одвео Барселону у четвртфинале ЛЕ, да би у Ел Класику у гостима дао два поготка Реал Мадриду, оба главом.

### Челси
Дана 2. септембра 2022. године, Челси је саопштио да је договорен трансфер Обамејанга из Барселоне. Потписао је уговор на две године. Вредност трансфера је била 12 милиона евра. Обамејанг је за Челси дебитовао 6. септембра када је са својим тимом изгубио у Лиги шампиона од Динама. Дана 1. октобра је дебитовао у лиги и постигао свој први гол у победи од 2:1 у гостима против Кристал Паласа. У наредних 10 дана постигао је још два гола у наредна два кола Лиге шампиона против Милана — код куће и у гостима.

## Репрезентативна каријера
Обамејанг је био позван да наступа за репрезентацију Италије до 19 година након добрих резултата у Дижону. Он је тај позив одбио, а 2009. године је одиграо један меч за репрезентацију Француске до 21 године. То је била пријатељска утакмица против селекције Туниса. Такође је могао да игра и за Шпанију чије држављанство поседује, али је одлучио да игра за Габон јер је његов отац био капитен репрезентације на једном мечу. Ипак, за Обамејанга је касније и даље постојала могућност да игра у Шпанији, поготово јер је помињао „да му је сан да игра у шпанској лиги”.
За сениорски тим Габона дебитовао је против Марока у квалификацијама за СП 2010. и постигао први гол за Габон, а коначни резултат утакмице је био 2:1. До краја 2010. године постигао је по један гол на пријатељским утакмицама против Бенина, Алжира, Тогоа и Сенегала.
Обамејанг је био један од кључних играча Афричког купа нација 2012. са три постигнута гола по чему је био изједначен на првом месту са многим играчима међу којима је био и Дидје Дрогба. Постигао је први гол против Нигера и Марока и једини против Туниса. Тако је Габон након првог места у групној фази стигао до четвртфинала где је поражен од Малија, а управо је Обамејанг био тај играч који је једини промашио пенал у извођењу истих након продужетака. Такође је на истом мечу погодио стативу и асистирао код гола.
Године 2012. је постигао први олимпијски гол за своју репрезентацију на Летњим олимпијским играма 2012. који се касније испоставио као једини јер је Габон испао у групној фази. У квалификацијама за Афрички куп нација 2013. постигао је гол у поразу од Тогоа од 2:1. Наредне године у јуну су уследиле квалификације за СП 2014. и тада је Обамејанг постигао хет-трик на мечу против Нигера и то сва три гола из пенала. Дао је два гола против Буркине Фасо у квалификацијама за Афрички куп нација 2015, а касније још један против истог противника на завршном турниру истог такмичења. Након што му је голман Жермен Сану одбранио први покушај, Обамејанг је поново стигао до лопте и други пут био прецизан. На тој утакмици Обамејанг је био и капитен Габона.
Наредних пет мечева у којима је био стрелац биле су пријатељске утакмице против Малија, Туниса, Сијера Леонеа и две против Судана. На утакмици против Малија је дао два гола — први из пенала, а други из контра-напада неколико минута касније. На Афричком купу нација 2017. дао је оба гола за Габон, оба у ремијима против Гвинеје Бисао и Буркине Фасо. Тако је репрезентација која је те године била домаћин такмичења испала још у групној фази. Дана 10. октобра 2019. године дао је једини гол на пријатељској утакмици против Буркине Фасо. У трећем колу Квалификација за Афрички куп нација 2021. Обамејанг је постигао гол против Гамбије. Ту утакмицу је Габон победио са 2:1. У наставку квалификација крајем марта 2021. Габон је победом над ДР Конгом осигурао такмичење на турниру, а Обамејанг је на асистенцију Гелора Канге из слободног ударца постигао трећи гол за свој тим.
У четвртом колу Квалификација за Светско првенство 2022. постигао је први од два гола на утакмици против Анголе. Дана 12. новембра је постигао гол за победу са пенала против Либије. Дана 18. маја 2022. Обамејанг је изјавио да се повлачи из репрезентативног фудбала.

## Приватни живот
Обамејангов отац Пјер је такође био фудбалер и репрезентативац Габона. Такође, његова полубраћа Катилина и Вили се баве фудбалом и заједно су били са Пјер Емериком у Милану док су били омладинци, а са Вилијем је одиграо заједно и неколико утакмица за репрезентацију Габона.
Обамејанг је постао познат по својим прославама голова са разним маскама од којих се најчешће појављивао као Спајдермен, а једном приликом се маскирао у Бетмена док је његов саиграч Марко Ројс био Робин. Маску Спајдермена је први пут носио у част бившег голмана Сент Етјена Жеремија Жаноа који је на почетку једне утакмице 2005. године носио маску Спајдермена. Обамејанг је први пут то учинио управо на рођендан француског фудбалера, а други пут на рођендан свог сина.
У једном интервјуу је изјавио да је велики љубитељ стрипова. Обамејанг је неколико пута прокоментарисао његову сарадњу са Лаказетом рекавши да је њихово пријатељство веома јако и да му је задовољство што игра са њим у истом тиму.
Учествовао је у многим серијалима квизова који су се приказивали на Јутјубу међу којима је и What do you know? у Арсеналу где је учествовао са Петром Чехом у једној и Николом Пепеом у другој епизоди. Такође је учествовао у коментарисању снимка утакмице између Арсенала и Лестера заједно са дечаком који је добио наградни обилазак Арсеналовог стадиона за тренинг.

## Статистика каријере

### Клупска
Ажурирано 5. априла 2024.
| Клуб               | Сезона            | Лига                 | Лига    | Лига   | Куп     | Куп    | Лига куп | Лига куп | Европа  | Европа | Остало  | Остало | Укупно  | Укупно |
| Клуб               | Сезона            | Дивизија             | Наступи | Голови | Наступи | Голови | Наступи  | Голови   | Наступи | Голови | Наступи | Голови | Наступи | Голови |
| ------------------ | ----------------- | -------------------- | ------- | ------ | ------- | ------ | -------- | -------- | ------- | ------ | ------- | ------ | ------- | ------ |
| Милан              | 2007/08.          | Серија А             | 0       | 0      | 0       | 0      | —        | —        | 0       | 0      | 0       | 0      | 0       | 0      |
| Дижон (позајмица)  | 2008/09.          | Друга лига Француске | 34      | 8      | 4       | 2      | 1        | 0        | —       | —      | —       | —      | 39      | 10     |
| Лил (позајмица)    | 2009/10.          | Прва лига Француске  | 14      | 2      | 0       | 0      | 1        | 0        | 9       | 0      | —       | —      | 24      | 2      |
| Монако (позајмица) | 2010/11.          | Прва лига Француске  | 19      | 2      | 1       | 0      | 3        | 0        | —       | —      | —       | —      | 23      | 2      |
| Сент Етјен         | 2010/11.          | Прва лига Француске  | 14      | 2      | —       | —      | —        | —        | —       | —      | —       | —      | 14      | 2      |
| Сент Етјен         | 2011/12.          | Прва лига Француске  | 36      | 16     | 0       | 0      | 2        | 2        | —       | —      | —       | —      | 38      | 18     |
| Сент Етјен         | 2012/13.          | Прва лига Француске  | 37      | 19     | 4       | 2      | 4        | 0        | —       | —      | —       | —      | 45      | 21     |
| Сент Етјен         | Укупно            | Укупно               | 87      | 37     | 4       | 2      | 6        | 2        | —       | —      | —       | —      | 97      | 41     |
| Борусија Дортмунд  | 2013/14.          | Бундеслига           | 32      | 13     | 6       | 2      | —        | —        | 9       | 1      | 1       | 0      | 48      | 16     |
| Борусија Дортмунд  | 2014/15.          | Бундеслига           | 33      | 16     | 4       | 5      | —        | —        | 8       | 3      | 1       | 1      | 46      | 25     |
| Борусија Дортмунд  | 2015/16.          | Бундеслига           | 31      | 25     | 4       | 3      | —        | —        | 14      | 11     | —       | —      | 49      | 39     |
| Борусија Дортмунд  | 2016/17.          | Бундеслига           | 32      | 31     | 4       | 2      | —        | —        | 9       | 7      | 1       | 0      | 46      | 40     |
| Борусија Дортмунд  | 2017/18.          | Бундеслига           | 16      | 13     | 1       | 3      | —        | —        | 6       | 4      | 1       | 1      | 24      | 21     |
| Борусија Дортмунд  | Укупно            | Укупно               | 144     | 98     | 19      | 15     | —        | —        | 46      | 26     | 4       | 2      | 213     | 141    |
| Арсенал            | 2017/18.          | Премијер лига        | 13      | 10     | —       | —      | 1        | 0        | —       | —      | —       | —      | 14      | 10     |
| Арсенал            | 2018/19.          | Премијер лига        | 36      | 22     | 1       | 1      | 2        | 0        | 12      | 8      | —       | —      | 51      | 31     |
| Арсенал            | 2019/20.          | Премијер лига        | 36      | 22     | 2       | 4      | 0        | 0        | 6       | 3      | —       | —      | 44      | 29     |
| Арсенал            | 2020/21.          | Премијер лига        | 29      | 10     | 1       | 1      | 0        | 0        | 8       | 3      | 1       | 1      | 39      | 15     |
| Арсенал            | 2021/22.          | Премијер лига        | 14      | 4      | 0       | 0      | 1        | 3        | —       | —      | —       | —      | 15      | 7      |
| Арсенал            | Укупно            | Укупно               | 128     | 68     | 4       | 6      | 4        | 3        | 26      | 14     | 1       | 1      | 163     | 92     |
| Барселона          | 2021/22.          | Ла лига              | 17      | 11     | —       | —      | —        | —        | 6       | 2      | —       | —      | 23      | 13     |
| Барселона          | 2022/23.          | Ла лига              | 1       | 0      | —       | —      | —        | —        | —       | —      | —       | —      | 1       | 0      |
| Барселона          | Укупно            | Укупно               | 18      | 11     | —       | —      | —        | —        | 6       | 2      | —       | —      | 24      | 13     |
| Челси              | 2022/23.          | Премијер лига        | 15      | 1      | 0       | 0      | 0        | 0        | 6       | 2      | —       | —      | 21      | 3      |
| Олимпик Марсељ     | 2023/24.          | Прва лига Француске  | 28      | 12     | 2       | 1      | —        | —        | 12      | 12     | —       | —      | 42      | 25     |
| Укупно у каријери  | Укупно у каријери | Укупно у каријери    | 454     | 227    | 32      | 25     | 15       | 5        | 93      | 44     | 5       | 3      | 599     | 304    |

### Репрезентативна
Ажурирано 9. септембра 2023.
| Репрезентација | Година | Наступи | Голови |
| -------------- | ------ | ------- | ------ |
| Габон          | 2009   | 7       | 2      |
| Габон          | 2010   | 10      | 3      |
| Габон          | 2011   | 5       | 0      |
| Габон          | 2012   | 8       | 4      |
| Габон          | 2013   | 4       | 3      |
| Габон          | 2014   | 4       | 2      |
| Габон          | 2015   | 10      | 5      |
| Габон          | 2016   | 4       | 2      |
| Габон          | 2017   | 4       | 2      |
| Габон          | 2018   | 2       | 1      |
| Габон          | 2019   | 5       | 1      |
| Габон          | 2020   | 2       | 1      |
| Габон          | 2021   | 6       | 3      |
| Габон          | 2022   | 2       | 1      |
| Габон          | 2023   | 2       | 0      |
| Укупно         | Укупно | 75      | 30     |

### Голови за репрезентацију
Ажурирано 12. новембрa 2021.
| #   | Датум              | Стадион                                          | Противник     | Гол   | Резултат | Такмичење                                 |
| --- | ------------------ | ------------------------------------------------ | ------------- | ----- | -------- | ----------------------------------------- |
| 1.  | 28. март 2009.     | Стадион Мохамед V, Казабланка, Мароко            | Мароко        | 1 : 0 | 2 : 1    | Квалификације за Светско првенство 2010.  |
| 2.  | 11. август 2009.   | Стадион пријатељства, Котону, Бенин              | Бенин         | 1 : 0 | 1 : 1    | Пријатељска утакмица                      |
| 3.  | 19. мај 2010.      | Стадион Франсоа Коти, Ајачо, Француска           | Того          | 2 : 0 | 3 : 0    | Пријатељска утакмица                      |
| 4.  | 11. август 2010.   | Стадион 5. јул, Алжир, Алжир                     | Алжир         | 2 : 0 | 2 : 1    | Пријатељска утакмица                      |
| 5.  | 17. новембар 2010. | Стадион Мишел Идалго, Саноа, Француска           | Сенегал       | 1 : 2 | 1 : 2    | Пријатељска утакмица                      |
| 6.  | 23. јануар 2012.   | Стадион д’Агонђе, Либрвил, Габон                 | Нигер         | 1 : 0 | 2 : 0    | Афрички куп нација 2012.                  |
| 7.  | 27. јануар 2012.   | Стадион д’Агонђе, Либрвил, Габон                 | Мароко        | 1 : 1 | 3 : 2    | Афрички куп нација 2012.                  |
| 8.  | 31. јануар 2012.   | Стадион у Франсвилу, Франсвил, Габон             | Тунис         | 1 : 0 | 1 : 0    | Афрички куп нација 2012.                  |
| 9.  | 14. октобар 2012.  | Стадион д’Агонђе, Либрвил, Габон                 | Того          | 1 : 2 | 1 : 2    | Квалификације за Афрички куп нација 2013. |
| 10. | 15. јун 2013.      | Стадион у Франсвилу, Франсвил, Габон             | Нигер         | 1 : 1 | 4 : 1    | Квалификације за Светско првенство 2014.  |
| 11. | 15. јун 2013.      | Стадион у Франсвилу, Франсвил, Габон             | Нигер         | 2 : 1 | 4 : 1    | Квалификације за Светско првенство 2014.  |
| 12. | 15. јун 2013.      | Стадион у Франсвилу, Франсвил, Габон             | Нигер         | 4 : 1 | 4 : 1    | Квалификације за Светско првенство 2014.  |
| 13. | 11. октобар 2014.  | Стадион д’Агонђе, Либрвил, Габон                 | Буркина Фасо  | 1 : 0 | 2 : 0    | Квалификације за Афрички куп нација 2015. |
| 14. | 11. октобар 2014.  | Стадион д’Агонђе, Либрвил, Габон                 | Буркина Фасо  | 2 : 0 | 2 : 0    | Квалификације за Афрички куп нација 2015. |
| 15. | 17. јануар 2015.   | Стадион у Бати, Бата, Екваторијална Гвинеја      | Буркина Фасо  | 1 : 0 | 2 : 0    | Афрички куп нација 2015.                  |
| 16. | 25. март 2015.     | Стадион Пјер Брисон, Бове, Француска             | Мали          | 2 : 2 | 4 : 3    | Пријатељска утакмица                      |
| 17. | 25. март 2015.     | Стадион Пјер Брисон, Бове, Француска             | Мали          | 3 : 2 | 4 : 3    | Пријатељска утакмица                      |
| 18. | 5. септембар 2015. | Стадион д’Агонђе, Либрвил, Габон                 | Судан         | 4 : 0 | 4 : 0    | Пријатељска утакмица                      |
| 19. | 9. октобар 2015.   | Олимпијски стадион у Радесу, Тунис, Тунис        | Тунис         | 1 : 1 | 3 : 3    | Пријатељска утакмица                      |
| 20. | 25. март 2016.     | Стадион у Франсвилу, Франсвил, Габон             | Сијера Леоне  | 1 : 0 | 2 : 1    | Пријатељска утакмица                      |
| 21. | 2. септембар 2016. | Стадион у Картуму, Картум, Судан                 | Судан         | 1 : 1 | 2 : 1    | Пријатељска утакмица                      |
| 22. | 14. јануар 2017.   | Стадион д’Агонђе, Либрвил, Габон                 | Гвинеја Бисао | 1 : 0 | 1 : 1    | Афрички куп нација 2017.                  |
| 23. | 18. јануар 2017.   | Стадион д’Агонђе, Либрвил, Габон                 | Буркина Фасо  | 1 : 1 | 1 : 1    | Афрички куп нација 2017.                  |
| 24. | 8. септембар 2018. | Стадион д’Агонђе, Либрвил, Габон                 | Бурунди       | 1 : 1 | 1 : 1    | Квалификације за Афрички куп нација 2019. |
| 25. | 10. октобар 2019.  | Стадион Мунисипал, Сен Ле ла Форе, Француска     | Буркина Фасо  | 1 : 0 | 1 : 0    | Пријатељска утакмица                      |
| 26. | 12. новембар 2020. | Стадион у Франсвилу, Франсвил, Габон             | Гамбија       | 2 : 0 | 2 : 1    | Квалификације за Афрички куп нација 2021. |
| 27. | 25. март 2021.     | Стадион у Франсвилу, Франсвил, Габон             | ДР Конго      | 3 : 0 | 3 : 0    | Квалификације за Афрички куп нација 2021. |
| 28. | 11. октобар 2021.  | Стадион у Франсвилу, Франсвил, Габон             | Ангола        | 1 : 0 | 2 : 0    | Квалификације за Светско првенство 2022.  |
| 29. | 12. новембар 2021. | Стадион у Франсвилу, Франсвил, Габон             | Либија        | 1 : 0 | 1 : 0    | Квалификације за Светско првенство 2022.  |
| 30. | 4. јануар 2022.    | Стадион Севенс, Дубаи, Уједињени Арапски Емирати | Мауританија   | 1 : 0 | 1 : 1    | Пријатељска утакмица                      |

## Успеси

### Клупски
Сент Етјен
- Лига куп Француске: 2012/13.

Борусија Дортмунд
- Куп Немачке: 2016/17.
- Суперкуп Немачке: 2013, 2014

Арсенал
- ФА куп: 2019/20.[239]
- ФА Комјунити шилд: 2020.[318]
- Лига куп: финалиста 2017/18.[319]
- УЕФА Лига Европе: финалиста 2018/19.[320]

### Репрезентативни
Габон
- Тајландски Куп краља: треће место 2018.[321][322]

### Индивидуални
- Најбољи афрички фудбалер Прве лиге Француске: 2012/13.[54]
- Тим сезоне Прве лиге Француске: 2012/13.[323]
- УНФП играч месеца: фебруар 2012, октобар 2012, фебруар 2013.[324]
- КАФ тим године: 2013,[325] 2014,[326] 2015,[327] 2016,[328] 2018,[329] 2019.[330]
- Награда Марк Вивијен Фое: 2013.[331]
- Тим сезоне УЕФА Лиге Европе: 2015/16,[332] 2018/19.[333]
- Играч сезоне Борусије Дортмунд: 2014/15.
- Тим године Бундеслиге: 2016/17.[334]
- Афрички фудбалер године: 2015.[335]
- Играч године Бундеслиге: 2015/16.[336]
- Играч године Бундеслиге по избору на Фејсбуку: 2016.
- Најбољи стрелац Бундеслиге: 2016/17. (31 гол)[337]
- Играч месеца Премијер лиге: октобар 2018, септембар 2019.[4]
- Најбољи стрелац Премијер лиге: 2018/19. (22 гола)[4]